# Dolnośląska Służba Dróg i Kolei we Wrocławiu
Dolnośląska Służba Dróg i Kolei we Wrocławiu (DSDiK) – samorządowa jednostka budżetowa powołana przez zarząd województwa dolnośląskiego będąca odpowiednikiem Generalnej Dyrekcji Dróg Krajowych i Autostrad oraz PKP Polskich Linii Kolejowych na poziomie regionalnym.
Wykonuje zadania związane z zarządzaniem drogami i infrastrukturą kolejową należącymi do samorządu województwa dolnośląskiego. Siedziba DSDiK znajduje się we Wrocławiu.
Część zadań związanych z zarządzaniem liniami kolejowymi, DSDiK zleca w drodze przetargu przedsiębiorstwom zawodowo zajmującym się obsługą linii kolejowych. W przeszłości liniami DSDiK zarządzały w ten sposób m.in. podmiotami PMT Linie Kolejowe oraz PKP PLK.

## Drogi wojewódzkie pod zarządem DSDiK[2]
- Kożuchów - Lubań
- Nowa Sól - Pasiecznik
- Kłobuczyn - Nielubia
- Bolewice - Wroniniec
- Zgorzelec - Granica Państwa (Zgorzelec)
- Stare Strącze - Głogów
- Przyborów - Grodziec Mały
- Leszno -
- Szlichtyngowa - Załęcze
- Nowe Miasteczko - Złotoryja - Marciszów
- Głogów - Potoczek
- Bytnik - Luboszyce
- Chocianów - Rynarcice
- Sieniawka (granica państwa)  - Kopaczów (granica państwa)
- Nowa Sól - Legnica, po dawnym przebiegu drogi krajowej nr 3
- Chobienia - Moczydlnica Dworska
- Chojnów - Lubin
- Wrocław Marszowice - Brzezinka Średzka PKP
- po dawnym przebiegu drogi krajowej nr 3, w Jeleniej Górze
- Wińsko - Kawice
- Żmigród - Wołów
- Ścinawa - Oleśnica-Zachód
- Prawików - Pęgów
- Wrocław Świniary - Oborniki Śląskie
- Oborniki Śląskie – Oborniki Śląskie
- LG – obwodnica Tyńca Małego
- Wilczków - Strzegom
- Środa Śląska - Godzikowice
- Wrocław - Kąty Wrocławskie (węzeł A4)
- Małuszów - Pietrzykowice (węzeł A4)
- Łęknica - Bolesławiec
- Zgorzelec - Pieńsk - Jagodzin
- Zgorzelec - Bogatynia (granica państwa)
- Pieńsk - Strzelno
- Bogatynia - Sieniawka (granica państwa)
- Koźmin - Zawidów (granica państwa)
- Radomierzyce - Osiecznica
- Włosień - Szklarska Poręba
- Żmigródek - Wrocław
- Gryfów Śląski - Świecie (granica państwa)
- Radoniów - Mirsk - Czerniawa-Zdrój (granica państwa)
- Kąty Wrocławskie - Wrocław
- Bolesławiec - Jawor - Jenków
- Legnica - Lwówek Śląski - Gryfów Śląski
- Jawor - Jelenia Góra
- Piechowice - Kowary
- Jelenia Góra - Kowary - Wałbrzych
- Ogorzelec – Przełęcz Okraj (granica państwa)
- Przełęcz Kowarska - Lubawka
- Smolec – Mokronos Dolny
- łącznik drogi wojewódzkiej nr 389 z granicą państwa , w Mostowicach
- Łany – Iwiny
- łącznik drogi wojewódzkiej nr 451 z drogą krajową nr 25 w Oleśnicy
- Świebodzice - Jawor
- Dobromierz – Szczawno-Zdrój – Wałbrzych
- Wałbrzych – Szczawno-Zdrój – Boguszów-Gorce
- Biedrzychów – Grodków
- Świdnica – Wałbrzych
- Unisław Śląski – Głuszyca
- Wałbrzych – Kłodzko
- Stanowice – Paczków (granica państwa)
- Jedlina-Zdrój – Dzierżoniów
- Wolibórz – Dzierżoniów – Łagiewniki
- (granica państwa) Tłumaczów – Ząbkowice Śląskie – Jaczowice
- Ścinawka Średnia – Gorzuchów
- Ścinawka Górna – Kudowa-Zdrój
- Ratno Dolne – Bystrzyca Kłodzka
- Duszniki-Zdrój – Międzylesie
- Kamieniec Ząbkowicki – Lądek-Zdrój
- Żelazno – Bystrzyca Kłodzka
- Lubań – Leśna
- Wrocław – Chałupki
- Bierutów – Oława – Strzelin
- Łukowice Brzeskie – Przylesie (węzeł A4)
- Szewce PKP – Szewce
- Żmigród – Milicz
- Borowa Oleśnicka – Borowa
- Długołęka PKP – Długołęka
- Milicz - Syców-Zachód
- Syców-Wschód – Ostrzeszów – Błaszki
- Oleśnica – Bierutów – Namysłów
- Wrocław – Jelcz-Laskowice – Oława
- Pęgów PKP – Pęgów

## Linie kolejowe pod zarządem DSDiK[3]
- 283 Jelenia Góra – Lwówek Śląski od km 2,140 do km 33,316 (przejęta od PKP PLK na okres 30 lat)
- 284 Jerzmanice-Zdrój – Lwówek Śląski od km 24,444 do km 48,157
- 291 Szczawno Śląskie Zdrój – Sobięcin od km 3,400 do km 17,140
- 302 Strzegom – Marciszów od km 44,835 do km 73,040
- 303 Duninów – Chocianów – Przemków od km 7,880 do km 10,970 (czynna), od km 10,970 do km 31,100 (nieczynna)
- 308 Pisarzowice – Jelenia Góra od km 7,945 do km 37,818
- 310 Kobierzyce – Piława Górna od km 0,174 do km 38,645
- 311 Szklarska Poręba Górna – Granica Państwa (Jakuszyce) od km 29,844 do km 43,138
- 312 Wojcieszów Dolny – Nowy Kościół od km 16,090 do km 33,430
- 316 Chojnów – Rokitki od km 21,832 do km 26,755
- 317 Gryfów Śląski – Mirsk od km 0,668 do km 16,544
- 318 Srebrna Góra – Bielawa Zachodnia od km 12,380 do km 28,295
- 319 Kondratowice – Łagiewniki od km 46,200 do km 51,139
- 320 Ciepłowody – Ciepłowody od km 9,982 do km 13,282
- 322 Kłodzko Nowe – Stronie Śląskie od km 9,700 do km 24,622 (przejęta od PKP PLK na okres 30 lat)
- 323 Nowa Wieś Grodziska – Nowa Wieś Grodziska od km 0,303 do km 2,065
- 326 Wrocław Zakrzów – Trzebnica od km 1,260 do km 19,903
- 327 Ścinawka Średnia – Radków od km 6,248 do km 14,255 i Wolibórz – Nowa Ruda Słupiec od km -5,380 do km 0,000
- 331 Roztoka – Roztoka od km 13,332 do km 14,636
- 335 Henryków – Ciepłowody od km 0,279 do km 10,081
- 340 Mysłakowice – Karpacz od km 0,247 do km 7,055
- 341 Bielawa Zachodnia – Dzierżoniów od km 0,530 do km 5,118
- 345 Pisarzowice – Kamienna Góra od km 1,780 do km 3,040
- 372 Bojanowo – Góra Śląska od km 0,600 do km 15,305